# Pátek (okres Nymburk)
Pátek je obec v okrese Nymburk ve Středočeském kraji. Leží asi čtyři kilometry severovýchodně od města Poděbrady. Žije zde 779 obyvatel. Severovýchodním okrajem obce protéká Sánský kanál.

## Historie
První písemná zmínka o obci pochází z roku 1345.
V obci Pátek (626 obyvatel) byly v roce 1932 evidovány tyto živnosti a obchody: holič, hospodářské strojní družstvo pro Pátek, rolnické družstvo v Pátku, 2 hostince, 2 koláři, kovář, krejčí, 3 mlýny, obuvník, rolník, řezbář, 2 obchody se smíšeným zbožím, spořitelní a záložní spolek pro obec Pátek, 2 tesařští mistři, trafika.

## Obyvatelstvo
| Rok            | 1869 | 1880 | 1890 | 1900 | 1910 | 1921 | 1930 | 1950 | 1961 | 1970 | 1980 | 1991 | 2001 | 2011 | 2021 |
| -------------- | ---- | ---- | ---- | ---- | ---- | ---- | ---- | ---- | ---- | ---- | ---- | ---- | ---- | ---- | ---- |
| Počet obyvatel | 406  | 460  | 494  | 518  | 605  | 630  | 618  | 573  | 519  | 481  | 443  | 482  | 507  | 616  | 755  |
| Počet domů     | 58   | 64   | 66   | 86   | 100  | 113  | 142  | 158  | 154  | 146  | 145  | 181  | 193  | 220  | 270  |

## Obecní správa
V letech 1850–1928 k obci patřil Okřínek.

### Územněsprávní začlenění
Dějiny územněsprávního začleňování zahrnují období od roku 1850 do současnosti. V chronologickém přehledu je uvedena územně administrativní příslušnost obce v roce, kdy ke změně došlo:
- 1850 země česká, kraj Jičín, politický i soudní okres Poděbrady[8]
- 1855 země česká, kraj Čáslav, soudní okres Poděbrady
- 1868 země česká, politický i soudní okres Poděbrady
- 1939 země česká, Oberlandrat Kolín, politický i soudní okres Poděbrady[9]
- 1942 země česká, Oberlandrat Hradec Králové, politický okres Nymburk, soudní okres Poděbrady[10]
- 1945 země česká, správní i soudní okres Poděbrady[11]
- 1949 Pražský kraj, okres Poděbrady[12]
- 1960 Středočeský kraj, okres Nymburk
- 2003 Středočeský kraj, okres Nymburk, obec s rozšířenou působností Poděbrady

### Obecní symboly
Znak a vlajka byly obci uděleny rozhodnutím předsedy Poslanecké sněmovny Parlamentu České republiky dne 15. dubna 2010.

## Doprava
Dopravní síť
- Pozemní komunikace – Do obce vedou silnice III. třídy. Ve vzdálenosti dva kilometry vede silnice I/32 Libice nad Cidlinou - Jičín.
- Železnice – Železniční trať ani stanice na území obce nejsou. Nejbližší železniční stanicí jsou Poděbrady ve vzdálenosti tři kilometry ležící na trati 231 mezi Kolínem a Nymburkem.

Veřejná doprava 2011
- Autobusová doprava – V obci Pátek měly zastávky autobusové linky Poděbrady-Pátek-Křečkov-Poděbrady (v pracovních dnech 4 spoje), Poděbrady-Úmyslovice-Dymokury-Chotěšice (v pracovních dnech 6 spojů) a Poděbrady-Žehuň-Hradčany (v pracovních dnech 2 spoje). V části Nové Mlýny stavěly dále i linky Městec Králové-Opočnice-Poděbrady (v pracovních dnech 6 spojů) a Poděbrady-Dymokury-Chotěšice/Městec Králové (v pracovních dnech 4 spoje) (dopravce Okresní autobusová doprava Kolín, s. r. o.).

## Spolky v obci Pátek
- SDH a MH Pátek
- Spolek amatérských šipkařů Pátecká šipka
- Myslivci
- Rybáři
- Sportovci (TJ Pátek)

## Pamětihodnosti
- Lazarův mlýn – čp. 47

## Rodáci
- Josef Kamil Böhm (1828–1862), sochař
- Karel Marek (1850–1936), rakousko-uherský úředník, politik a ministr veřejných prací
- Ferdinand Herčík (1861–1923), malíř, architekt a pedagog